# Sulfat de queratan
El sulfat de queratan (en anglès:Keratan sulfate (KS) o keratosulfate) és qualsevol dels diversos glicosaminoglicans sulfatats que es troben especialment en la còrnia, el cartílag i l'os. També se sintetitza en el sistema nerviós central on participa en el desenvolupament neuronal. i en la cicatrització de ferides. Són molècules altament hidratades que absorbeixen els cops.

## Estructura
Són polímers on es repeteixen unitats de disacàrids.